# Colobocephalus costellatus
Colobocephalus costellatus är en snäckart som först beskrevs av Michael Sars 1870.  Colobocephalus costellatus ingår i släktet Colobocephalus, och familjen Diaphanidae. Arten är reproducerande i Sverige.